# Manuel Zabala y Gallardo
Manuel Zabala y Gallardo (provincia de Madrid, 1853-Madrid, 1934) fue un arquitecto, profesor y académico español.

## Biografía

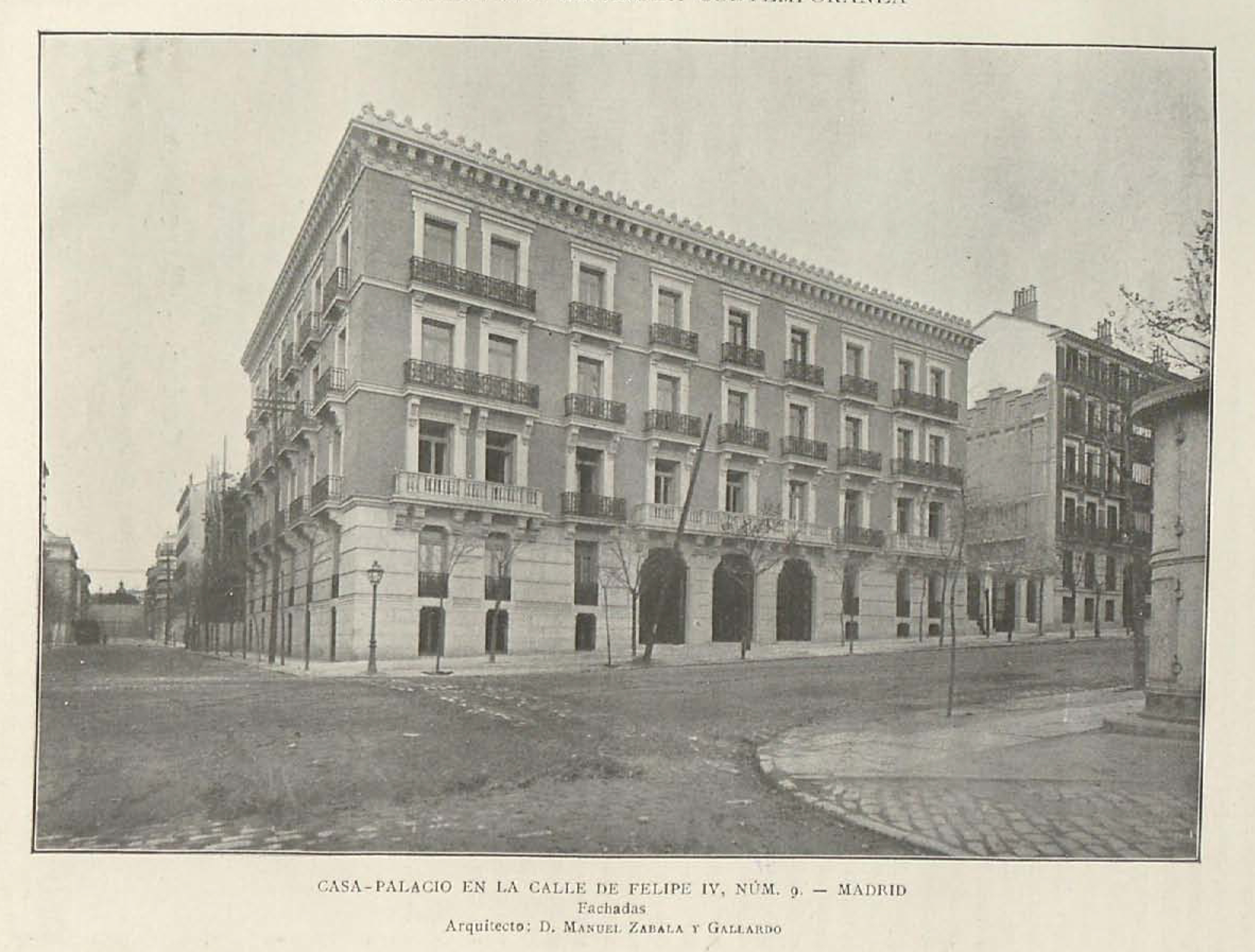
Casa-palacio de la marquesa de Bellamar en Madrid

Nacido el 18 de septiembre de 1853 en la provincia de Madrid, fue profesor profesor de la Escuela Superior de Arquitectura. Hacia comienzos de 1903 obtuvo plaza como arquitecto del Ministerio de Obras públicas en sustitución del fallecido Arturo Mélida. El 29 de abril de 1917 tomó posesión de su plaza de miembro numerario de la Real Academia de Bellas Artes de San Fernando, en reemplazo de Adolfo Fernández Casanova.
En su labor como arquitecto figuran trabajos para la Academia Española de Roma y obras proyectadas y ejecutadas en Madrid, así como, en Toledo, las labores de restauración en la iglesia de San Juan de los Reyes y la ermita del Cristo de la Luz. Falleció hacia enero de 1934 en Madrid.